# Val d’Intelvi
Das Val d’Intelvi ist ein Tal in der Lombardei, Provinz Como in Italien an der Grenze zur Schweiz.

## Geographie
In diesem Tal liegen die Gemeinden Alta Valle Intelvi, Argegno, Blessagno, Centro Valle Intelvi (ausgenommen die Fraktion Erbonne), Cerano d’Intelvi, Claino con Osteno, Dizzasco, Laino, Pigra, Ponna und Schignano.
Es hat die charakteristische Form eines umgekehrten „Y“, wobei die Ecken etwas zum Comer See und Luganersee abweichen. Der obere Scheitelpunkt ist auf der höchsten Höhe in der Ortschaft Sighignola (1302 m), die ein Teil der Gemeinde von Lanzo d’Intelvi ist. Von der Talsohle bis zur Höhe beträgt die Entfernung etwa 25 Kilometer. Die beiden Flüsse, die aus dem Tal in den Comer See und den Luganersee entwässern, heißen beide Telo, letzterer wird zur Unterscheidung auch als Telo di Osteno bezeichnet.

## Persönlichkeiten
- Gian Giacomo Medici genannt Medeghino (* 1498 in Mailand; † 8. November 1555 ebenda), Adel, Militär, Condottiere, Herzog von Marignano sowie Marquis von Musso und Lecco, Feudalherr von Osteno, Cima (Porlezza) und Val d’Intelvi.[2]
- Giovanni Marliani (1550–nach 1583), Graf von Marliano, Osteno, Cima und Val d’Intelvi.[3]